# Leptogorgia sarmentosa
Espèce
La Gorgone orange (Leptogorgia sarmentosa) est une espèce de cnidaires de la famille des Gorgoniidés.

## Description

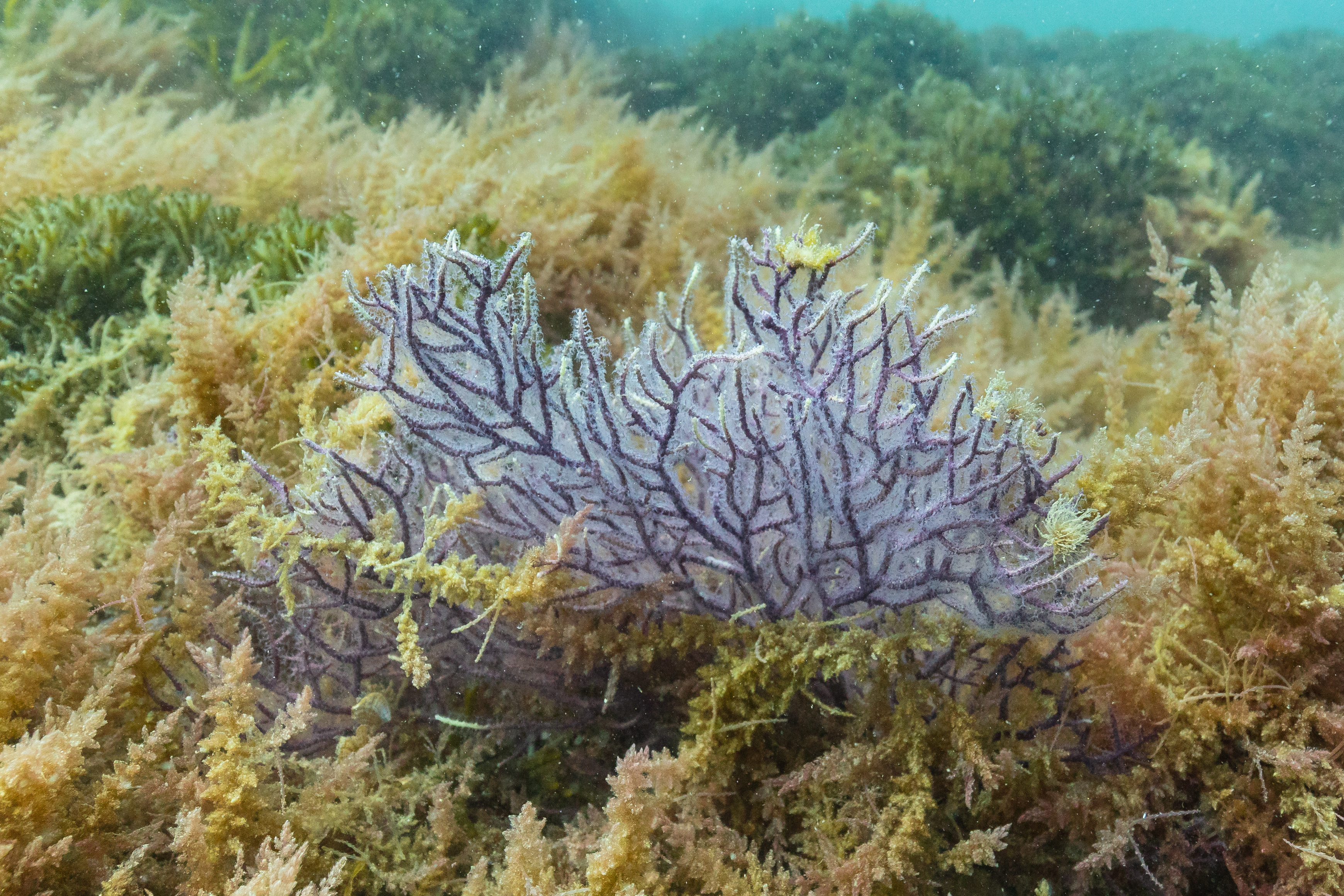
Leptogorgia sarmentosa dans le parc naturel de l'Arrábida.